# Josefina Rodríguez de Aldecoa

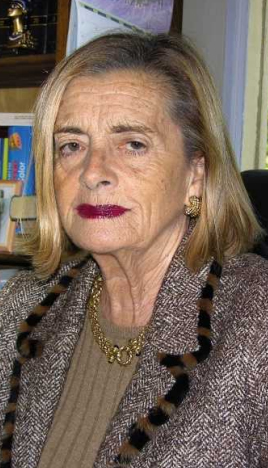
Josefina Rodríguez de Aldecoa (2005)

Josefina Rodríguez de Aldecoa (* 8. März 1926 in La Robla, Provinz León; † 16. März 2011 in Mazcuerras, Kantabrien) war eine spanische Schriftstellerin.

## Leben und Leistungen
Josefina Rodríguez de Aldecoa zog 1944 von ihrer Heimatstadt La Robla nach Madrid, wo sie in Philosophie und Literatur promovierte. 1952 heiratete sie Ignacio Aldecoa. 1959 gründete sie in Madrid das „Colegio Estilo“, inspiriert von den Bildungsideen des Krausismo und veröffentlichte 1961 die Sammlung der Erzählungen „Nirgendwohin“.
Danach verließ sie die Schriftstellerei für 20 Jahre und nahm es mit Romanen wie Die Kinder des Krieges (1983), Die Schlingpflanze (1984), Weil wir jung waren (1986) oder Der Garten (1988) wieder auf. Im Jahr 1990 begann sie eine Trilogie mit autobiografischem Inhalt mit dem Roman Geschichte einer Lehrerin (1990), Frauen in Schwarz (1994) und Die Kraft des Schicksals (1997).
Im Jahr 1998 schrieb sie den Essay Bekenntnisse einer Großmutter, in welchem sie das Verhältnis und die gelebten Erfahrungen mit ihrem Enkel behandelt. Zwei Jahre später veröffentlichte sie Fieber, eine Anthologie von Geschichten, welche sie zwischen 1950 und 1990 geschrieben hatte und 2002 Das Rätsel, einen Roman zum Thema Liebe.
Josefina Rodríguez de Aldecoa starb am 16. März 2011 in Mazcuerras.